# Blind Pig Records
Blind Pig Records es una compañía discográfica independiente estadounidense especializada en música blues.

## Historia
Blind Pig fue fundada en 1977 en la localidad de Ann Arbor, Míchigan, por Jerry Del Giudice, propietario del Blind Pig Cafe, y su socio Edward Chmelewski. La compañía se trasladó posteriormente a San Francisco. A finales de los 2000 el sello publicó una serie de reediciones en vinilo de lo más destacado de su catálogo.

## Artistas asociados
- Arthur Adams
- Luther Allison
- Renee Austin[2]
- Big James and the Chicago Playboys[3]
- Carey Bell
- Elvin Bishop
- Nappy Brown
- Savoy Brown
- Norton Buffalo
- Eddie C. Campbell
- Chubby Carrier
- Tommy Castro
- Popa Chubby
- Joanna Connor
- James Cotton
- Albert Cummings
- Debbie Davies
- Damon Fowler[4]
- The Gospel Hummingbirds
- Buddy Guy
- Peter Harper[5]
- Shawn Holt & the Teardrops[6]
- Big Walter Horton
- JW-Jones
- Smokin' Joe Kubek feat. Bnois King
- Frankie Lee[7]
- Little Mike and the Tornadoes
- Hamilton Loomis[8]
- Magic Slim
- Bob Margolin
- John Mooney
- Big Bill Morganfield
- Charlie Musselwhite
- Kenny Neal
- John Nemeth[9]
- Johnny Nicholas
- Pinetop Perkins
- Snooky Pryor
- Robin Rogers[10]
- Roy Rogers
- The Rounders
- E.C. Scott[11]
- Southern Hospitality[12]
- Jeremy Spencer
- Studebaker John
- Muddy Waters
- Junior Wells
- Webb Wilder
- Reverend Billy C. Wirtz
- Mitch Woods & His Rocket 88s